# World Popular Song Festival
Das World Popular Song Festival (japanisch 世界歌謡祭 sekai kayō-sai; auch als 東洋のユーロビジョン Tōyō no yūrobijon, „Eurovision Asiens“ oder Yamaha Music Festival bekannt) war ein Liederwettbewerb der Yamaha Music Foundation, der von 1970 bis 1989 im Nippon Budōkan in Tokio stattfand.
Bei dem Wettbewerb traten etwa 30 Sänger und Musikgruppen aus allen Ländern der Erde an, um am Schluss den Gewinner des Grand Prix durch eine internationale Jury zu ermitteln. Erfolgreichstes Land war das Vereinigte Königreich mit fünf Siegen.

## Grand-Prix-Gewinner
| Jahr | Land                   | Künstler                      | Titel                            |
| ---- | ---------------------- | ----------------------------- | -------------------------------- |
| 1970 | Israel                 | Hedva & David                 | I Dream of Naomi                 |
| 1971 | Frankreich             | Martine Clémenceau            | Un Jour l’Amour                  |
|      | Japan                  | Tsunehiko Kamijō & Rokumonsen | Tabidachi no Uta                 |
| 1972 | Vereinigtes Königreich | Capricorn                     | Feeling                          |
|      | Jamaika                | Ernie Smith                   | Life is Just for Livin’          |
| 1973 | Italien                | Gilda Giuliani                | Parigi a Volte Cosa Fa           |
|      | Vereinigte Staaten     | Shawn Phillips                | All the Kings and Castles        |
|      | Vereinigtes Königreich | Keeley Ford                   | Head over Heels                  |
| 1974 | Norwegen               | Ellen Nikolaysen              | You Made Me Feel I Could Fly     |
| 1975 | Mexiko                 | Mister Loco                   | Lucky Man                        |
|      | Japan                  | Miyuki Nakajima               | Jidai                            |
| 1976 | Italien                | Franco & Regina               | Amore Mio                        |
|      | Japan                  | Sandy                         | Goodbye Morning                  |
| 1977 | Vereinigtes Königreich | Rags                          | Can’t Hide My Love               |
|      | Italien                | Mia Martini                   | Ritratto di donna                |
|      | Japan                  | Masanori Sera and Twist       | Anta no Ballade                  |
|      | Türkei                 | Ajda Pekkan                   | A Mes Amours                     |
| 1978 | Vereinigtes Königreich | Tina Charles                  | Love Rocks                       |
|      | Japan                  | Hiroshi Madoka                | Musōbana                         |
| 1979 | Vereinigtes Königreich | Bonnie Tyler                  | Sitting on the Edge of the Ocean |
|      | Japan                  | Crystal King                  | Daitokai                         |
| 1980 | Vereinigte Staaten     | Mary MacGregor                | What’s The Use                   |
| 1981 | Kuba                   | Osvaldo Rodríguez             | Digamos Que Mas Da               |
| 1982 | Vereinigte Staaten     | Anne Bertucci                 | Where Did We Go Wrong            |
|      | Indonesien             | Anton Issoedibyo              | Lady                             |
| 1983 | Ungarn                 | Newton Family                 | Time Goes By                     |
| 1984 | Kanada                 | France Joli                   | Party Lights                     |
| 1985 | Argentinien            | Valeria Lynch                 | Rompecabezas                     |
| 1986 | Vereinigte Staaten     | Stacy Lattisaw                | Longshot                         |
| 1987 | Australien             | Pseudo Echo                   | Take on the World                |
| 1988 | abgesagt               | abgesagt                      | abgesagt                         |
| 1989 | (Benefizkonzert)       | (Benefizkonzert)              | (Benefizkonzert)                 |

## Auszeichnungen
- Grand Prix International
- Grand Prix National 1975–1979
- Most Outstanding Performance Award (MOPA)
- Outstanding Performance Award (OPA)
- Outstanding Song Award (OSA)
- Kawakami Award